# Adrast (fill de Mèrops)
Adrast (en grec antic: Ἄδραστος, Àdrastos) va ser un fill de l'endeví Mèrops, i rei de Percote, a Mísia, segons explica Diodor Sícul.
Amb el seu germà Àmfios, va comandar una força militar de soldats d'Adrastea, la Propòntida, la ciutat de Làmpsac i de la muntanya escarpada de Terea. Va anar a la guerra de Troia amb el seu germà, tot i que el seu pare, que era vident, els va suplicar que no ho fessin, ja que coneixia el seu destí, la mort al camp de batalla. Van desobeir i van marxar, i Diomedes els va matar tots dos i els va prendre les armes.
A la Propòntida hi ha una ciutat, Adresta, que li deu el nom.